# Allo (singolo)
Allo è un singolo della cantante ucraina Loboda, pubblicato il 16 luglio 2021 su etichetta discografica Sony Music.

## Video musicale
Il video musicale, reso disponibile il 16 luglio 2021, è stato diretto da Alan Badojev. Le riprese si sono svolte a Kiev, di notte, poche ore prima dell'alba.

## Tracce
Testi di Alina Markina, Serafima Krestinskaja e Ul'jana Češenkova, musiche di Vjačeslav Paršin e Fёdor Marfelev.
Download digitale
1. Allo – 3:48

## Classifiche

### Classifiche settimanali
| Classifica (2021) | Posizione massima |
| ----------------- | ----------------- |
| Russia            | 17                |
| Ucraina           | 23                |

### Classifiche di fine anno
| Classifica (2021) | Posizione |
| ----------------- | --------- |
| Russia            | 113       |